# Porites furcata
Porites furcata là một loài san hô trong họ Poritidae. Loài này được Lamarck mô tả khoa học năm 1816.